# أندريه فيليبي سيلفا بينتو
أندريه فيليبي سيلفا بينتو (29 أبريل 1994 في البرتغال - ) هو لاعب كرة قدم برتغالي في مركز الوسط. لعب مع نادي فيزيلا.

## وصلات خارجية
- أندريه فيليبي سيلفا بينتو على موقع قاعدة بيانات كرة القدم.إي يو (الإنجليزية)
- أندريه فيليبي سيلفا بينتو على موقع Soccerway.com (الإنجليزية)